# Bothriurus noa
Espèce
Bothriurus noa est une espèce de scorpions de la famille des Bothriuridae.

## Distribution
Cette espèce est endémique d'Argentine. Elle se rencontre dans les provinces de Tucumán, de Catamarca, de La Rioja, de Salta et de Jujuy.

## Description
Le mâle holotype mesure 36,5 mm et la femelle paratype 39,68 mm.

## Publication originale
- Maury, 1984 : Dos nuevos Bothriurus de la Argentina y el Paraguay (Scorpiones, Bothriuridae). Acta Zoologica Lilloana, vol. 37, no 2, p. 191-198.